# Мордовсько-Пішлинське сільське поселення
Мордо́всько-Пішли́нське сільське поселення (рос. Мордовско-Пишлинское сельское поселение) — муніципальне утворення у складі Рузаєвського району Мордовії, Росія. Адміністративний центр — село Мордовська Пішля.
При переписі населення 2010 року сільське поселення називалось Мордовсько-Пішленське.

## Населення
Населення — 531 особа (2019, 590 у 2010, 655 у 2002).

## Склад
До складу поселення входять такі населені пункти:
| Населений пункт              | Населення, осіб (2002) | Населення, осіб (2010) |
| ---------------------------- | ---------------------- | ---------------------- |
| Булгаки, село                | 14                     | 3                      |
| Мордовська Пішля, село       | 614                    | 564                    |
| Мордовська Полянка, присілок | 21                     | 18                     |
| Тепловка, село               | 6                      | 5                      |